# Diana Gansky
Diana Gansky (née Sachse le 14 décembre 1963 à Bergen) est une athlète allemande spécialiste du lancer du disque. Représentante de la République démocratique allemande, Gansky a remporté le titre européen en 1986, et s'est classée deuxième des Championnats du monde de 1987 et des Jeux olympiques de 1988.

## Carrière
Elle fait ses débuts sur la scène internationale à l'âge de dix-sept ans en remportant le concours du lancer du disque des Championnats d'Europe junior 1981 d'Utrecht. En 1986, à Stuttgart, Diana Sachse devient championne d'Europe avec un lancer à 71,36 m, devançant la Bulgare Tsvetanka Khristova et sa compatriote Martina Hellmann. L'année suivante, elle prend la deuxième place des Championnats du monde de Rome 1987 derrière Martina Hellmann. Elle établit cette même année la meilleure performance de sa carrière en lançant son disque à 74,08 m lors du meeting de Karl-Marx-Stadt. Elle confirme son rang lors des Jeux olympiques de Séoul, en 1988, en remportant la médaille d'argent avec 71,88 m, devancée une nouvelle fois par Hellmann.
Licenciée au ASK Vorwärts de Potsdam, elle était entrainée par Lothar Hillebrand.

## Palmarès
| Date | Compétition           | Lieu      | Résultat | Performance |
| ---- | --------------------- | --------- | -------- | ----------- |
| 1986 | Championnats d'Europe | Stuttgart | 1re      | 71,36 m     |
| 1987 | Championnats du monde | Rome      | 2e       | 70,12 m     |
| 1988 | Jeux olympiques       | Séoul     | 2e       | 71,88 m     |